# 小松倖真
小松 倖真（こまつ こうしん、2001年10月22日 - ）は、日本の歌手、ダンサーで、日台ダンスボーカルグループ・BUGVELの元メンバー。BUGVELとしての活動名は、KOSHIN（コウシン）。兵庫県出身。

## 略歴
兵庫県出身。小学6年生の時に姉のダンスの発表会を観に行ったのがきっかけで中学1年生からダンスを始め、高校生の時に東京国際フォーラムホールAで開催されたダンス大会で大きなステージに立つ達成感を味わい、アーティストを志す。2019年、公開オーディション番組『PRODUCE 101 JAPAN』に出演。2020年10月30日にBUGVELの結成を発表し、2022年3月30日にデビューシングル「bad guy」でデビュー。同年6月、ORβIT、HICO、BUGVELによる音楽ユニットDream Gateに参加。
2022年12月26日、2023年3月から銀座・博品館劇場で上演される舞台『ラストアンコール～死者の夜明け～』で、主演・海役を務めることが発表された。
2023年10月17日、BUGVELからの脱退及びDREAM PASSPORTからの退所を発表。同年10月31日付で脱退、退所した。
2024年11月22日、個人weiboアカウントを開設。同年12月30日、タイ・ICONSIAMにて開催されたカウントダウンイベント『Amazing Thailand Countdown 2025』において、『CHUANG Asia Season2』の練習生公開ステージに出演。2025年2月2日より放送開始となる同オーディション番組への出演が公となった。2025年1月16日、練習生プロフィール公開。同番組において初回クラス分けでの評価はCクラスだったが、その後のテーマソングテストによる再編成でBクラスへ昇格。1stステージで披露した「Hard to say」においてセンターポジションを務め、現場投票でグループ内1位となりMVPを獲得。MVP獲得者へのベネフィットとして同年2月13日放送の『T-POP STAGE』に出演し、番組テーマソング「SKYLINE」のパフォーマンスを行った。2ndステージでは「MIC DROP」を披露し、再びMVPを獲得した。その後も順調に順位を上げファイナルステージに進出、「If You Do」「HAPPY」の2曲を披露したものの、最終順位12位という結果となった。また、投票による上位15名に選ばれ、同年3月23日にバンコク・SIAM PAVALAIで開催された『CHUANG Asia S2 1st Fan Meeting in Bangkok:School Break』に出演した。

## 人物
- BUGVELでは最年少で、ダンスを担当していた[16]。また、一部の楽曲では振付も担当していた[2]。
- 趣味は、ダンス、ゲーム、バラエティ番組を観ること。特技は、ダンス、ジャズ、歌（バラード）、スティッチのものまね[17]。
- 好きなアーティストは、SHINee[2]。

## 作品

### 参加楽曲

#### PRODUCE 101 JAPAN
- 「ツカメ 〜It's Coming〜」 - 『ツカメ 〜It's Coming〜』収録
- 「やんちゃBOYやんちゃGIRL」 - 『PRODUCE 101 JAPAN - 35 Boys 5 Concepts』収録（「バブリンチョ」名義）

#### BABOOZ
- 「FEVER」
- 「Good today」- 作詞を担当

#### CHUANG Asia Season2
- 「SKYLINE」

## 出演
- 『ラストアンコール～死者の夜明け～』 - 主演・海 役（2023年3月～4月）[5]